# Gmina Odense

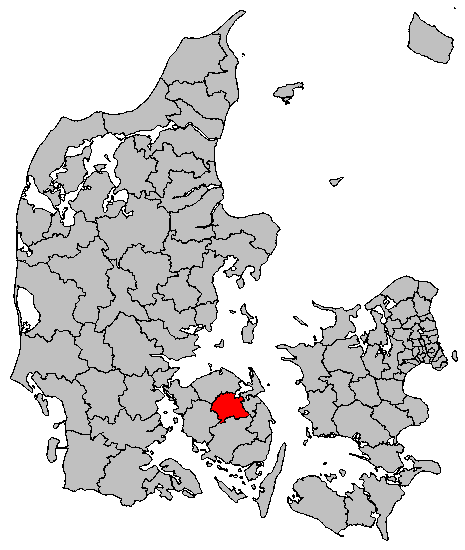
Gmina Odense na mapie

Gmina Odense (duń. Odense Kommune) – jedna z gmin w regionie Dania Południowa (do 2007 r. w okręgu Fionii (Fyns Amt)).
Siedzibą władz gminy jest Odense. 
Gmina Odense została utworzona 1 kwietnia 1970 na mocy reformy podziału administracyjnego Danii. Kolejna reforma w 2007 r. potwierdziła status gminy.

## Dane liczbowe
- Liczba ludności: (♀ 90 825 + ♂ 95 046) = 185 871
  - wiek 0-6: 8,3%
  - wiek 7-16: 11,5%
  - wiek 17-66: 67,6%
  - wiek 67+: 12,6%
- zagęszczenie ludności: 611,4 osób/km² (2004)
- bezrobocie: 6,4% osób w wieku 17-66 lat
- cudzoziemcy z UE, Skandynawii i USA: 180 na 10 000 osób
- cudzoziemcy z krajów Trzeciego Świata: 410 na 10 000 osób
- liczba szkół podstawowych: 38 (liczba klas: 877)